# Văn Trọng

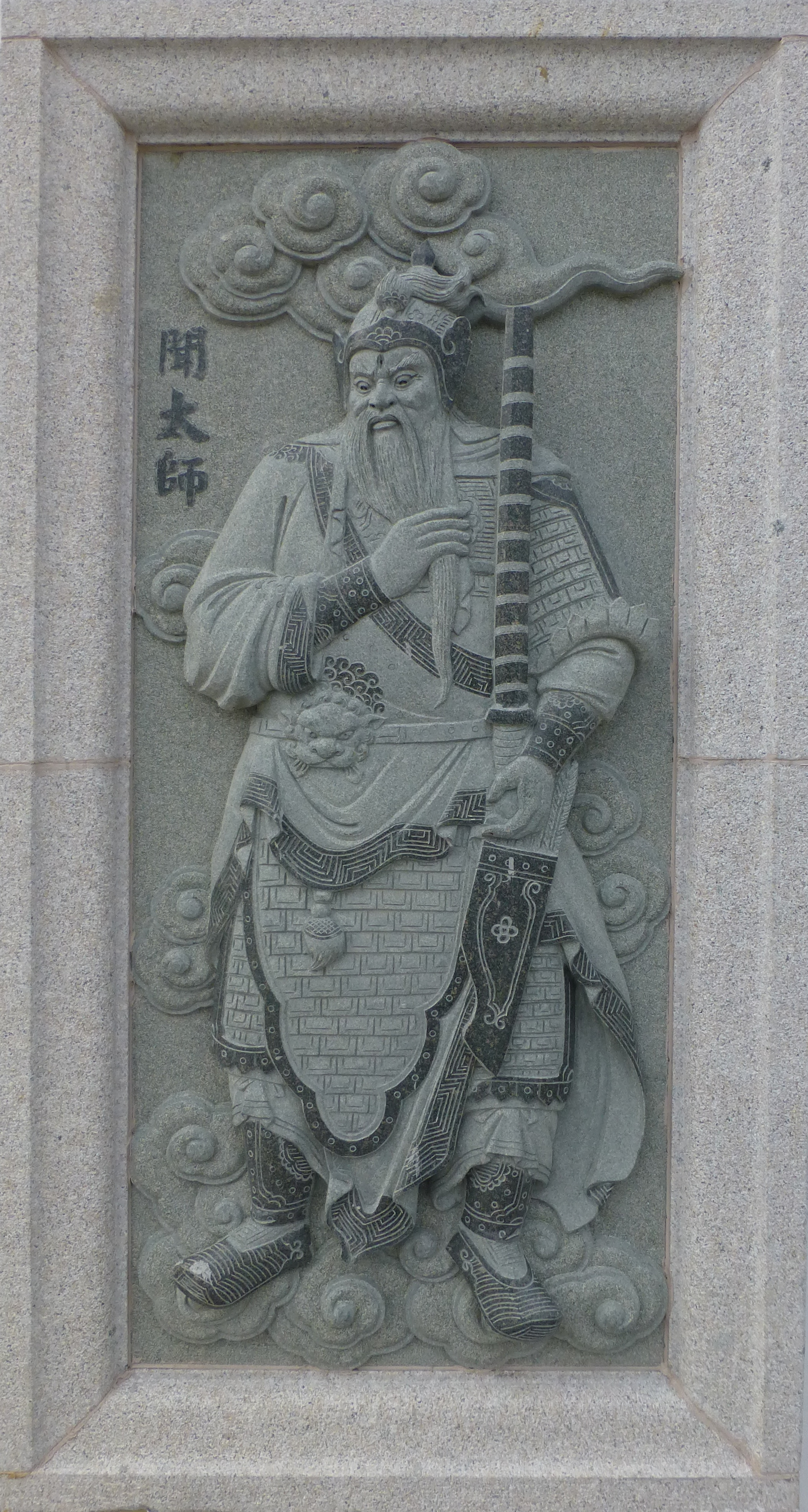
Văn thái sư

Văn Trọng (giản thể: 闻仲; phồn thể: 聞仲; bính âm: Wen Zhong) là nhân vật hư cấu trong tiểu thuyết Phong thần diễn nghĩa của Lục Tây Tinh. Trong tiểu thuyết này, Văn Trọng giữ chức Thái sư dưới triều Trụ vương, là nguyên lão ba triều, cương nghị chính trực, văn võ song toàn, trung quân ái quốc.

## Hình tượng
Văn Trọng được mô tả có diện mạo như đạm kim, râu dài rậm như cây liễu, phất phơ ra sau người, trên trán có một con mắt thần. Tính cách cứng cỏi bất khuất, tự tin vào bản thân, trung quân ái quốc, có tài năng trong cả chính trị lẫn quân sự.
Thú cưỡi của Văn Trọng là Mặc Kỳ Lân (墨麒麟). Đầu lân có cặp sừng, gọi là Phong vân giác (風雲角), có thể xé gió bay lên, một chốc đã được ngàn dặm. Về sau Mặc Kỳ Lân bị Lôi Chấn Tử đập chết.
Văn Trọng hiểu phép ngũ hành, có vũ khí là cặp Giao long kim tiên, do giao long biến thành, chia ra thành "thư, hùng" (trống, mái), chia làm âm dương. Thư tiên bị Khương Tử Nha dùng Đả thần tiên đánh gãy.

## Hành trạng
Văn Trọng là môn hạ đệ tử của Kim Linh thánh mẫu (đệ tử của Giáo chủ Triệt giáo Thông Thiên), học nghệ đến năm 50 tuổi thì xuống núi, làm quan cho nhà Thương, quan đến chức Thái sư. Văn thái sư phò tá ba đời vua Thương là Văn Đinh, Đế Ất, Đế Tân. Đế Tân lại gọi là Trụ Vương, đối với Văn Trọng lễ kính ba phần. Mỗi khi Văn Trọng ở triều thì gian thần sợ hãi, yêu quái kiêng kỵ.
Đầu tiểu thuyết, 72 lộ chư hầu ở Bắc Hải do Viên Phúc Thông cầm đầu tạo phản, Văn thái sư cầm quân đánh dẹp. Trong khi Văn Trọng viễn chinh, Đát Kỷ mê hoặc Trụ Vương sát hại trung thần, thi hành bạo chính, quân thân ly tâm. Khi về triều, thấy quốc gia gặp nguy, Văn thái sư liền can gián, đề ra 10 kế sách yêu cầu Trụ Vương thực thi, gồm: Hủy Lộc đài; bỏ bào lạc; lấp hố rắn; dẹp tửu trì nhục lâm; biếm Đát Kỷ vào lãnh cung; chém gian đảng Phí Trọng, Vưu Hồn; mở kho cứu tế; chiêu an Đông, Nam; cầu hiền tài; nghe lời can gián. Không lâu sau, Bình Linh vương ở Đông Hải tạo phản, Văn Trọng buộc phải đem quân đi đánh dẹp, biến pháp bị bỏ ngỏ.
Văn Trọng hồi triều, biết Hoàng Phi Hổ phản bội, vô cùng giận dữ, phái người truy đuổi, ra lệnh cho các ải đề phòng tướng lĩnh bỏ trốn. Nhưng nhờ Thanh Hư Đạo Đức chân quân của Xiển giáo trợ giúp, gia đình Hoàng Phi Hổ vượt năm ải, chém sáu tướng, đến được Tây Kỳ hàng Chu. Văn Trọng hay tin, biết Tây Kỳ là mối họa, chuẩn bị sẵn sàng cho chiến tranh.
Sau nhiều phái tướng đi lần đánh dẹp thất bại, Văn Trọng thân chinh Tây Kỳ, khiến Khương Tử Nha vô cùng sợ hãi. Trước khi giao chiến, Văn Trọng ở núi Hoàng Hoa thu phục được bốn tướng Đặng Trung, Tân Hoàn, Trương Tiết, Đào Vinh, sau lại mời Thập thiên quân, Triệu Công Minh, Tam Tiêu nương nương giúp đỡ, khiến Khương Thượng cùng Xiển giáo nhiều lần thất bại nhục nhã. Cuối cùng, Văn Trọng không địch lại, bị Vân Trung Tử dùng "Thông thiên thần hỏa trụ" thiêu sống tại dãy Tuyệt Long.
Hồn Văn Trọng bay về đài Phong Thần, đến cuối cùng vẫn không đánh mất khí tiết, được phong làm Cửu Thiên Ứng Nguyên Lôi Thanh Phổ Hóa thiên tôn, tức Lôi Tổ, thống lĩnh Lôi bộ 24 thần tướng, phụ trách mây, mưa, sấm, chớp.

## Trong văn hóa đại chúng

### Điện ảnh
| Năm phát hành | Phim                                | Diễn viên       |
| ------------- | ----------------------------------- | --------------- |
| 1990          | Phong thần bảng                     | Thi Chính Tuyền |
| 2001          | Phong thần bảng                     | Thái Quốc Khánh |
| 2006          | Phong thần bảng: Phượng minh Kỳ Sơn | Hứa Hoàn Sơn    |
| 2014          | Phong thần anh hùng bảng            | Hạ Cưỡng        |
| 2015          | Phong thần anh hùng                 | Hạ Cưỡng        |